# كافيه فيلهو
كافيه فيلهو (بالبرتغالية: João Fernandes Campos Café Filho‏) رئيس البرازيل الثامن عشر، حكم البرازيل للفترة 1954-1955 خلفاً للرئيس جيتوليو فارجاس.
جاء بعده الرئيس كارلوس لوز.

## روابط خارجية
- كافيه فيلهو على موقع الموسوعة البريطانية (الإنجليزية)
- كافيه فيلهو على موقع مونزينجر (الألمانية)